# Static (關鍵字)
在一些编程语言中，如C语言 （及其近亲，如C++、Objective-C和Java）中，static是一个保留字。Static关键字的作用因具体编程语言的细节而异。在Java的類定義中，被static修飾的變量和方法稱為靜態變量和靜態方法。